# Brenan Hanifee
Brenan Reese Hanifee (Harrisonburg, Virginia, 29 de mayo de 1998), más conocido como Brenan Hanifee, es un jugador profesional estadounidense de béisbol que se desempeña en la posición de lanzador en Detroit Tigers, equipo de las Grandes Ligas de Béisbol (MLB).

## Carrera
En 2023, Hanifee hizo su debut en la MLB con el equipo Detroit Tigers, donde lleva jugando dos temporadas.